# Yéimar Mosquera
Yéimar Jesús Mosquera Mosquera (Istmina, Chocó; 6 de febrero de 2005) es un futbolista colombiano. Juega como defensa central y su equipo actual es el Aston Villa F. C. U21 de la Premier League 2 inglesa.

## Trayectoria
Se hizo su debut en el Sócrates Valencia en su juventud. En 2023 participó en los Juegos Nacionales con la selección representativa sub-17 del departamento de Risaralda .   Jugó en la academia del equipo profesional Deportivo Pereira antes de unirse al equipo de segunda división en Orsomarso en enero de 2024. 
Tras debutar en la edición 2024 de la Categoría Primera B, despertó el interés del equipo de Categoría Primera A, Deportes Tolima, así como del equipo estadounidense Los Ángeles FC .  A pesar de este interés, Mosquera permaneció en Orsomarso, pero en agosto del mismo año, fue fuertemente vinculado con el Aston Villa de la Premier League inglesa, y se informó que el club de West Midlands hizo un acercamiento formal.  

### Aston Villa
El 30 de agosto de 2024, fichó por el club Aston Villa, por una cifra no revelada y fue asignado a su academia. Fue enviado inmediatamente a préstamo al club hermano de Villa, el Real Unión, en la tercera división española.  El 2 de octubre de 2024, debutó con el Unión como suplente en el empate 0-0 en Tarazona . 

## Carrera internacional
Se incorporó por primera vez a la selección Colombia sub-20 en mayo de 2024, siendo parte del primer equipo del técnico César Torres para un microciclo.  Fue convocado nuevamente al mes siguiente, participando en partidos contra Perú y Honduras.  Fue incluido en la convocatoria de Colombia para el Campeonato Sudamericano Sub-20 de 2025 para los partidos ante Bolivia, Brasil, Argentina y Ecuador.